# Maen-Roch
Maen-Roch es una comuna francesa situada en el departamento de Ille y Vilaine, de la región de Bretaña.

## Historia
Fue creada el 1 de enero de 2017, en aplicación de una resolución del prefecto de Ille y Vilaine de 29 de agosto de 2016 con la unión de las comunas de Saint-Brice-en-Coglès y Saint-Étienne-en-Coglès, pasando a estar el ayuntamiento en la antigua comuna de Saint-Brice-en-Coglès.

## Demografía
| Gráfica de evolución demográfica de Maen-Roch entre 1800 y 2014 |
|                                                                 |

Los datos entre 1800 y 2013 son el resultado de sumar los parciales de las dos comunas que forman la nueva comuna de Maen-Roch, cuyos datos se han cogido de 1800 a 1999, para las comunas de Saint-Brice-en-Coglès y Saint-Étienne-en-Coglès de la página francesa EHESS/Cassini. Los demás datos se han cogido de la página del INSEE.

## Composición
| Comuna delegada         | Código INSEE | Población (2013) | Superficie (km²) | Densidad (hab./km²) |
| ----------------------- | ------------ | ---------------- | ---------------- | ------------------- |
| Saint-Brice-en-Coglès   | 35257        | 2944             | 16.46            | 179                 |
| Saint-Étienne-en-Coglès | 35267        | 1722             | 22.65            | 76                  |